# Luffaren och Rasmus
Luffaren och Rasmus är en svensk dramafilm från 1955 i regi av Rolf Husberg. I huvudrollerna ses Åke Grönberg och Eskil Dalenius.

## Handling
Rasmus växer upp som barnhemsbarn och drömmer om att bli adopterad av snälla och rika människor. Då dessa alltid väljer ljuslockiga flickor istället, rymmer Rasmus och träffar luffaren Paradis-Oskar. Efter att ha gått på luffen med honom, försörjt sig genom som gårdsmusikanter med Oskars spelande dragspel och båda sjungande. De får också uppleva ett äventyr där Oskar blir misstänkt för ett rån. Men Oskar och Rasmus lyckas fria honom från misstanken.

## Om filmen
Som förlaga hade man ett manus av Astrid Lindgren som sändes som en radioteaterserie i Sveriges Radio under andra halvan av 1955. Teatern omarbetades till en bok som utgavs under 1956 under namnet Rasmus på luffen. Filmens arbetsnamn var först Paradisets luffare, därefter Två glada luffare och Luffaren och Rasmus. Den slutgiltiga titeln tillkom genom krav från Åke Grönberg att stå först! Inspelningen av filmen ägde rum vid Sandrew-Ateljéerna i Stockholm med exteriörer från Trosa av Stig Hallgren. Filmen hade premiär på biografen Astoria i Stockholm den 3 december 1955. Filmen klipptes om till 30 minuter långa TV-avsnitt och visades 1963 i Sveriges Radio-TV. Sedan dess har långfilmen visats vid flera tillfällen i SVT, bland annat i 11 december 2018.

## Rollista (i urval)
- Åke Grönberg – Paradis-Oskar
- Eskil Dalenius – Rasmus, barnhuspojke[6]
- Sven Almgren – Gunnar, barnhuspojke
- Åke Fridell – länsman
- Gudrun Brost – Märta, Paradis-Oskars fru
- Björn Berglund – Lif, bov
- Eivor Landström – Anna-Stina Karlsson, Lifs före detta fästmö, piga
- Sture Djerf – Leander, bov
- Maritta Marke – Gerda Rosén, pensionatsvärdinna
- Brita Öberg – fröken Höök, föreståndarinna för Västerhaga Barnhus
- Signe Wirff – fru Berggren
- Lena Nyman – Greta, barnhusflicka
- Mona Geijer-Falkner – ena pigan i köksfönstret
- Dagmar Bentzen – andra pigan i köksfönstret

## Musik
- Tess lörda'n (I bugande böljor går rågfält å vete), kompositör Gunnar Richnau, text Jeremias i Tröstlösa, sång Åke Grönberg
- Hjalmar och Hulda (På blomsterklädd kulle satt Hjalmar och qwad), text Wilhelmina Stålberg, sång Mona Geijer-Falkner
- Tattare-Emma, kompositör och text Jeremias i Tröstlösa, sång Åke Grönberg
- Kattvisan (Tänk jag drömde i natt), kompositör Lille Bror Söderlundh, text Astrid Lindgren, sång Eskil Dalenius och Åke Grönberg
- De' ä' någe' visst me' de'!, kompositör Lille Bror Söderlundh, text Rune Lindström, sång Eskil Dalenius och Åke Grönberg
- Hjärtats saga (Var skog har nog sin källa), kompositör Wilhelm Åström, text Sigurd, sång Eskil Dalenius och Åke Grönberg
- Lincolnvisan (Har ni hört den förskräckliga händelsen ... / Will ni höra så ynkelig en händelse), text 1865 Will ni höra så ynkelig en händelse, Hans Henric Hallbäck text 1893 Har ni hört den förskräckliga händelsen Lars Bondeson, i filmen framförs Bondesons text med sång av Eskil Dalenius och Åke Grönberg
- Tingel-Tangel, kompositör och text Lille Bror Söderlundh, instrumental
- Folklig vals nr 2 (Den gången eller Vals under aftonstjärnan), kompositör Lille Bror Söderlundh, text Rune Lindström, instrumental[7]